# Society of Experimental Test Pilots
La Society of Experimental Test Pilots (SETP) est une organisation internationale qui cherche à promouvoir la sécurité aérienne et contribue au progrès de l'aéronautique en promouvant une conception et un développement aéronautiques sains, contribuant au développement professionnel des pilotes d'essai et fournissant des bourses d'études et de l'aide aux membres et aux familles des membres morts.
Fondée en 1955, la SETP est basée à Lancaster en Californie.
Chaque année, la SETP décerne un certain nombre de récompenses pour récompenser des membres notables de la communauté, comme le prix Iven C. Kincheloe.